# 24609 Evgenij
24609 Evgenij (1978 RA2) là một tiểu hành tinh vành đai chính được phát hiện ngày 7 tháng 9 năm 1978 bởi T. M. Smirnova ở Đài vật lý thiên văn Crimean.